# Querétaro Fútbol Club Femenil
Actualités
Dernière mise à jour : 27 décembre 2024.
Le Querétaro Fútbol Club Femenil, plus couramment abrégé en Querétaro FC ou souvent appelé Querétaro, est un club de football féminin mexicain basé à Santiago de Querétaro.

## Histoire
Lorsqu'en décembre 2016 est annoncée la création d'une ligue professionnelle de football féminin au Mexique, le Querétaro Fútbol Club, fondé en 1950, recrute officiellement à partir du 15 janvier 2017 pour former une section féminine professionnelle.
Le club joue son premier match officiel le 29 juillet 2017 pour le premier championnat féminin du Mexique contre les Tigres de la UANL, le match qui se solde par un match nul 0 à 0 se déroule sur un terrain d'entraînement de l'équipe masculine, mais l'engouement est tel qu'à partir de la 4e journée le club joue au Stade Corregidora.
L'équipe évoluera souvent en milieu du tableau, elle jouera sa meilleure saison lors du tournoi d'ouverture 2020 où elle termine à la 7e place et atteindra la demi-finale du championnat battue par les futures championnes des Tigres de la UANL.

## Stades
Après le premier match dans le centre d'entraînement du club au démarrage du premier championnat féminin du Mexique en 2017, l'équipe féminine joue au Stade Corregidora, le plus grand stade de la ville d'une capacité de 40 795 places.
En 2021, l'équipe féminine joue ses matchs à domicile au stade olympique Alameda d'une capacité de 4 600 places. Ce stade deviendra en 2022 le siège de la section féminine, le Querétaro FC féminin devient le premier club à disposer d'un stade de football dédié à une équipe féminine.